# Marcin Matuszewicz
Marcin Antoni Matuszewicz, inne formy nazwiska: Matusewicz; Matusiewicz; Matuszewic, pseud.: Jeden z obywateli litewskich (ur. 11 listopada 1714 w Jelnej na Podlasiu, zm. 9 lipca 1774) – kasztelan brzeskolitewski w latach 1768–1774, sędzia ziemski brzeskolitewski w latach 1765–1768, surogator grodzki brzeskolitewski w latach 1751–1752, stolnik brzeskolitewski w latach 1746–1765, podstoli brzeskolitewski w latach 1740–1746, pisarz grodzki brzeskolitewski w latach 1738–1751, pamiętnikarz, poeta.

## Życiorys
Urodził się w Jelnej na Podlasiu jako syn Jerzego, starosty stokliskiego. Kształcił się w szkołach jezuickich w Kamieńcu, Brześciu, Drohiczynie i w Warszawie. Był muszkieterem w służbie Augusta II. Po roku 1733 walczył po stronie Stanisława Leszczyńskiego. Był kolejno pisarzem grodzkim brzeskim (1738) i podstolim (1740).  W roku 1748 posłował na sejm. Cztery lata później (1752) został stolnikiem brzeskim, a w roku 1765 sędzią ziemskim brzeskim. Jako poseł z województwa brzeskolitewskiego na sejm elekcyjny 1764 i deputat do pacta conventa z prowincji Wielkiego Księstwa Litewskiego był elektorem Stanisława Augusta Poniatowskiego w 1764 roku z województwa brzeskolitewskiego. W roku 1767 ponownie był posłem na sejm. W 1768 został kasztelanem brzeskim.
1 stycznia 1756 poślubił Annę Niemirowicz-Szczytt, córkę Józefa, kasztelana mścisławskiego, i Petronelli Wołodkiewiczówny, wdowę po Ignacym Chełchowskim, mieczniku kowieńskim. W spadku po ojcu (zm. w 1754 r.) otrzymał wieś Rasna, gdzie przeprowadził się wraz z rodziną. W latach 1760–1761 mieszkał w jego majątku Onufry Korytyński.
Należał do niezamożnej szlachty, lecz dzięki własnym zdolnościom i opiece możnych protektorów osiągnął znaczące urzędy. Był kolejno klientem Jana Fryderyka Sapiehy, Michała Fryderyka Czartoryskiego, wreszcie Michała Kazimierza „Rybeńki” i Karola Stanisława „Panie Kochanku” Radziwiłłów, trzymając się partii to jednych, to drugich. Przejście pod kuratelę Radziwiłłów omal nie kosztowało go utraty szlachectwa, które poprzez przekupnych świadków naganił Czartoryski. Ostatecznie doszło do pogodzenia Czartoryskiego z Matuszewiczem, który otrzymał urząd sędziego ziemskiego brzeskiego (1765). 
Poseł na sejm 1748 roku z województwa brzeskolitewskiego. W roku 1767 został sekretarzem generalnym konfederacji radomskiej i jako poseł na Sejm repninowski był sekretarzem sejmowym, za co w roku następnym (1768) otrzymał wynagrodzenie pieniężne oraz urząd kasztelana brzeskiego. Wielokrotny deputat na Trybunał Litewski. Wobec konfederacji barskiej zachował neutralność.
Ojciec Tadeusza, ministra skarbu Księstwa Warszawskiego od 30 września 1810 i ministra skarbu Królestwa Polskiego w latach 1815–1817, oraz Wiktorii za Samuelem hr. Golejewskim i Benedykty Konstancji za Michałem Zaleskim.
Zmarł w wieku 59 lat (1773).

## Twórczość
Pisał po polsku i po łacinie. Tłumaczył satyry Horacego (wyd. Warszawa 1784).
Pod koniec życia zaś pisał pamiętniki, mające wielką wartość historyczną i obyczajową, obejmujące lata 1714–1764. Po raz pierwszy wydane one zostały w 1876 roku w 4 tomach w Warszawie  pt. "Pamiętniki Marcina Matuszewicza kasztelana brzesko-litewskiego 1714-1765" na podstawie oryginalnych rękopisów autora opracowanych przez polskiego archiwistę i historyka Adolfa Pawińskiego.
Józef Ignacy Kraszewski wykorzystał je pisząc powieść „Saskie ostatki”.

### Ważniejsze mowy i utwory
- Mowa... do J.K. Mci od Trybunału W. Ks. Litewskiego, powst. 1740, wyd. J. Daneykowicz Ostrowski w: Swada polska i łacińska t. 1, Lublin 1745
- Mowy... (miane) dnia 27 września 1762 przy pożegnaniu trybunału duchownego przy wyjeździe... bisk. Massalskiego, „Wiadomości Literackie” dodatek „Kuriera Litewskiego” 1762
- Przestrogi na „Monitora”, powst. wrzesień 1763, rękopis (kopia): Biblioteka PAN Kraków, sygn. 1135 (pt. Przestroga na skrypt rozrzucony pod tytułem „Przyczyny do wzruszenia konfederacji”)
- Diariusz życia mego, ile pamiętać mogę. Dla wiadomości potomkom moim spisany oraz dla przestróg, czego się wystrzegać, a co do naśladowania jest pożyteczno, powst. od roku 1754, wyd. Adolf Pawiński pt. Pamiętniki Marcina Matuszewicza kasztelana brzesko-litewskiego 1714-1765 t. 1-4, Warszawa 1876, wyd. drugie pod oryginalnym tytułem Diariusz życia mego, red. Bohdan Królikowski i Zofia Zielińska, Warszawa 1986
- Diariusz rady wschowskiej z r. 1755 (zaginął).

Ponadto Matuszewicz miał pisać: Dialog prozą z wierszem o bogaczu rzucającym świat, erotyki (1755), Odę do Najświętszej Panny z prośbą o protekcję nad sobą biednym (1764) i wiersze panegiryczne (zobacz J. Bartoszewicz: O kasztelanie brzeskim Matuszewiczu jako poecie. Według własnych słów miał pomagać Onufremu Korytyńskiemu w pisaniu Olkinickiej potyczki i przekładzie pieśni Horacjusza. Według przypuszczeń A. Sajkowskiego: to raczej Korytyński pomagał Matuszewiczowi w jego pracy literackiej.

### Przekłady
- Q. F. Horatius: Satyry wszystkie. Wierszem polskim przez jednego z obywatelów litewskich wyłożone, powst. 1752-1762, wyd. Wilno 1784; fragm. z rękopisu (tekst odmienny od wersji drukowanej) wyd. J. Bartoszewicz: Dzieła t. 9, Kraków 1881, s. 63-71 (tu: Przedmowa tłumacza do czytelnika; urywek kończący przydatek do satyry 2 księgi 1; ustęp z satyry Qui fit Maecenas...; satyra 8 księga 2); rękopis: Ossolineum, sygn. 12432/II; (niektóre satyry tłumacz przerobił).

Matuszewicz miał ponadto tłumaczyć odę Horacjusza Ne forte credas interitura... (IV, 8); list Cum tot sustineas et tanti negotio solus... (II, 1); oraz – prawdopodobnie – satyrę Boileau O prawdziwym punkcie honoru (zobacz: Bartoszewicz jak wyżej).

### Listy
- Do J.A. Mniszcha z roku 1763, rękopis: Biblioteka Czartoryskich, sygn. 3859
- Korespondencja z J.A. Załuskim z roku 1767, rękopis: Biblioteka Narodowa, sygn. 3267
- Do A. Krasińskiego z 24 sierpnia 1769, rękopis: Biblioteka Czartoryskich, sygn. 942; fragmenty ogł. W. Konopczyński w: Wybór tekstów do konfederacji barskiej, Kraków (1928), „Biblioteka Narodowa” seria I, nr 102
- Do Stanisława Augusta, rękopis: Biblioteka Czartoryskich, sygn. 672
- Od króla pruskiego z 20 września 1769, kopia: G. Benoit, rękopis: Ossolineum, sygn. 1407, s. 480
- Od J. Ogrodzkiego z 26 stycznia 1771, fragmenty ogł. H. Schmitt w: Źródła odnoszące się do pierwszego okresu panowania Stanisława Augusta do r. 1773, Lwów 1884, s. 120-121.